# Mario Brothers Rap
«Mario Brothers Rap», también conocido como «Plumber Rap» en The Super Mario Bros. Super Show!, es el tema musical de The Super Mario Bros. Super Show! y una canción en la banda sonora de Super Mario Bros.: la película.
La canción está basada en el tema original «Overworld» del videojuego Super Mario Bros. 
El tema de apertura presentaba a Lou Albano (como Mario) y Danny Wells (como Luigi) rapeando con música y efectos de sonido del videojuego Super Mario Bros. Una versión alternativa del tema musical que se reproduce antes de cada caricatura de Super Mario Bros. en el Super Mario Bros. Súper show. El tema principal de esta versión estaba compuesto únicamente por clips de la caricatura.

## Concepto e historia
La canción presentaba a Lou Albano (como Mario) y Danny Wells (como Luigi) rapeando con instrumentos y efectos de sonido de videojuegos de Super Mario Bros. La apertura del programa comenzó con Albano y Wells bailando sobre un fondo morado con el logotipo del programa, luego cambió a clips de la caricatura.
Los productores querían un tema musical para Super Mario Bros. Super Show para ser un gusano auditivo y pegadizo. En una entrevista con Riba, afirmó que "Por supuesto, ahora está horriblemente anticuado. Pero era entrañable para los niños". En un anuncio del Super Bowl, la versión moderna de Mario Brothers Rap vino con voces instrumentales actualizadas y de mayor calidad. Aunque se suponía que el comercial era parte del Super Bowl, vino con la banda sonora de la película y apareció en la película como un comercial.